# Meridià 175 a l'oest
El meridià 175 a l'oest de Greenwich és una línia de longitud que s'estén des del pol Nord travessant l'oceà Àrtic, Amèrica del Nord, l'oceà Pacífic, Oceania, l'oceà Antàrtic, i l'Antàrtida fins al pol Sud.
El meridià 175 a l'oest forma un cercle màxim amb el meridià 5 a l'est. Com tots els altres meridians, la seva longitud correspon a una semicircumferència terrestre, uns 20.003,932 km. Al nivell de l'Equador, és a una distància del meridià de Greenwich de 19.481 km.

## De Pol a Pol
Començant en el pol Nord i dirigint-se cap al pol Sud, aquest meridià travessa:
| Coordenades                               | País, territori o mar | Notes |
| ----------------------------------------- | --------------------- | --- |
| 90° 0′ N, 175° 0′ O / 90.000°N,175.000°O  | Oceà Àrtic            | |
| 71° 46′ N, 175° 0′ O / 71.767°N,175.000°O | Mar dels Txuktxis     | |
| 67° 27′ N, 175° 0′ O / 67.450°N,175.000°O | Rússia                | Districte autònom de Txukotka — Península de Txukotka |
| 64° 47′ N, 175° 0′ O / 64.783°N,175.000°O | Mar de Bering         | Passa a l'est de l'illa Koniuji, Alaska, Estats Units (a 52° 13′ N, 175° 6′ O / 52.217°N,175.100°O)                                                                               |
| 52° 5′ N, 175° 0′ O / 52.083°N,175.000°O  | Estats Units          | Alaska — Illa d'Atka |
| 52° 1′ N, 175° 0′ O / 52.017°N,175.000°O  | Oceà Pacífic          | Passa a l'est de l'illa de Kao, Tonga (a 19° 39′ S, 175° 1′ O / 19.650°S,175.017°O) · Passa a l'est de l'illa de Tofua, Tonga (a 19° 45′ S, 175° 2′ O / 19.750°S,175.033°O)       |
| 21° 2′ S, 175° 0′ O / 21.033°S,175.000°O  | Tonga                 | Illa 'Ata |
| 21° 3′ S, 175° 0′ O / 21.050°S,175.000°O  | Oceà Pacífic          | Passa a l'oest de les illes Tongatapu, Tonga (a 21° 9′ S, 175° 2′ O / 21.150°S,175.033°O) · Passa a l'oest de l'illa d''Eua, Tonga (a 21° 23′ S, 174° 58′ O / 21.383°S,174.967°O) |
| 60° 0′ S, 175° 0′ O / 60.000°S,175.000°O  | Oceà Antàrtic         | |
| 78° 27′ S, 175° 0′ O / 78.450°S,175.000°O | Antàrtida             | Dependència de Ross, reclamat per Nova Zelanda |